# Lisa Weber
Lisa Weber (geboren 1990 in Wien) ist eine österreichische Filmregisseurin.

## Leben
Lisa Weber ist 1990 in Wien geboren. Nach ihrer Matura absolvierte Lisa Weber ein zweisemestriges Studium der Slawistik in Wien. Danach begann sie 2009 Regie an der Filmakademie in Wien zu studieren.
Ihr filmischer Zugang ist vorrangig ein dokumentarischer und beobachtender. Sie hat auf dem internationalen Kurzfilmfestival Vienna Shorts 2010 den Österreichischen Kurzfilmpreis für den Film Kommt ein Sonnenstrahl in die Tiefkühlabteilung und weicht alles auf erhalten. Ihr Film Die und der von da und dort wurde beim Internationalen Jugend Medien Festival als Bester Film ausgezeichnet und erfuhr am Vienna Short Kurzfilmfestival eine lobende Erwähnung. Das dokumentarische Roadmovie Sitzfleisch feierte 2014 beim Internationalen Filmfestival Rotterdam Weltpremiere und fand beim Internationalen Film Festival Karlovy Vary eine lobende Erwähnung.
2016 wurde Lisa Weber beim If she can see it, she can be it, einem Drehbuchwettbewerb für Frauenfiguren jenseits der Klischees, zur Preisträgerin der 1. Stufe gekürt.
Ihr Film Jetzt oder morgen feierte im Februar 2020 auf der Berlinale Weltpremiere in der Sektion Panorama Dokumente.

## Filmografie
- 2010: Kommt ein Sonnenstrahl in die Tiefkühlabteilung und weicht alles auf (Kurzspielfilm)
- 2011: Die und der von da und dort (Kurzspielfilm)
- 2012: Twinni oder so (Kurzspielfilm)
- 2013: Tanzen üben (Kurzdokumentarfilm)
- 2014: Sitzfleisch (Dokumentarfilm)
- 2020: Jetzt oder morgen (Dokumentarfilm)

## Preise
- 2020 Carte Blanche – Nachwuchspreis des Landes Nordrhein-Westfalen für Jetzt oder Morgen im Rahmen der 44. Duisburger Filmwoche.[4]